# Hans-Gert Oomen
Hans-Gert Oomen (* 10. Juli 1941 in Soest) ist ein deutscher Historiker.

## Leben
Oomen promovierte 1971 an der Universität Tübingen mit einer Arbeit über den Königshof in Heilbronn zum Dr. phil. und war Professor für Geschichte und Geschichtsdidaktik an der Pädagogischen Hochschule Ludwigsburg. Zusammen mit Dr. Thomas Berger-von der Heide, 2009 pensionierter Lehrer an der Georg-Christoph-Lichtenberg-Gesamtschule in Göttingen und in den 80er Jahren Redakteur des 1991 eingestellten „Journal für Geschichte“, ist er Herausgeber des seit 1987 im Berliner Cornelsen-Verlag erscheinenden Schulbuches Entdecken und verstehen, eines Geschichtsbuches für Realschulen und Gesamtschulen.

## Veröffentlichungen
- Lateinisch-christliche Inschriften aus alamannischen Gräbern. In: Zeitschrift für Württembergische Landesgeschichte. Bd. 30, 1971.
- Hans-Gert Oomen: Der karolingische Königshof Heilbronn. Ein Beitrag zur Geschichte der Stadt von den Anfängen bis zum Ende des 13. Jahrhunderts (= Veröffentlichungen des Archivs der Stadt Heilbronn. Band 18). Stadtarchiv Heilbronn, Heilbronn 1972.
- (Hrsg.): Vorurteile gegen Minderheiten. Die Anfänge des modernen Antisemitismus am Beispiel Deutschlands. Stuttgart 1978.
- (Zus. mit Ingelore Oomen): Zur Überlieferungsgeschichte von Thegans Vita Hludowici Imperatoris. In: Karl Hauck, Hubert Mordek (Hrsg.): Geschichtsschreibung und geistliches Leben im Mittelalter. Köln/Wien 1978, S. 159–171.